# 김민규 (1985년)
김민규(한국 한자: 金珉圭, 1985년 9월 7일 ~ )는 대한민국의 전 축구 선수이며, 포지션은 수비수였다.